# Zentralrussland
Zentralrussland ist die Bezeichnung für eine historische Landschaft und eine administrative Einheit in Russland (siehe Föderale Gliederung Russlands). Der Föderationskreis Zentralrussland wurde durch Dekret des russischen Präsidenten am 13. Mai 2000 erstellt. Der Föderationskreis selbst umfasst 18 Föderationssubjekte. Zentralrussland umfasst eine Fläche von 650.205 km². Das Verwaltungszentrum des Kreises ist die Stadt Moskau.

## Geographie
Die Region („Föderationskreis Zentralrussland“, russisch Центральный федеральный округ Zentralny federalny okrug) liegt an der Westgrenze des heutigen Russlands. Zentralrussland besitzt keine natürliche Grenzen, so liegt das Gebiet 600 bis 800 Kilometer vom nächsten Meer entfernt, die nächstgelegenen Meere sind der östliche Teil der Ostsee, das Asowsche Meer und das Weiße Meer. Der Föderationskreis Zentralrussland grenzt im Westen an Belarus und im Südwesten an die Ukraine. Weiterhin gibt es russische Binnengrenzen im Süden zum Föderationskreis Südrussland, im Osten zum Föderationskreis Wolga und im Norden zum Föderationskreis Nordwestrussland.
Zentralrussland liegt in der osteuropäischen Tiefebene, untergliedert in Landschaften wie z. B. den Waldaihöhen, den Moskauer Höhenrücken, den Smolensker Höhen, der Mittelrussischen Platte und der Oka-Don-Ebene. Hohe Gebirge fehlen völlig. Der höchste Punkt im Föderationskreis bildet der Popowa Gora in den Waldaihöhen mit 351 Metern. Die größten Flüsse des insgesamt sehr wasserreichen Gebietes sind (Nebenflüsse in Klammern): die Wolga (Oka), Don (Woronesch), Dnepr (Desna, Seim) und die Düna.

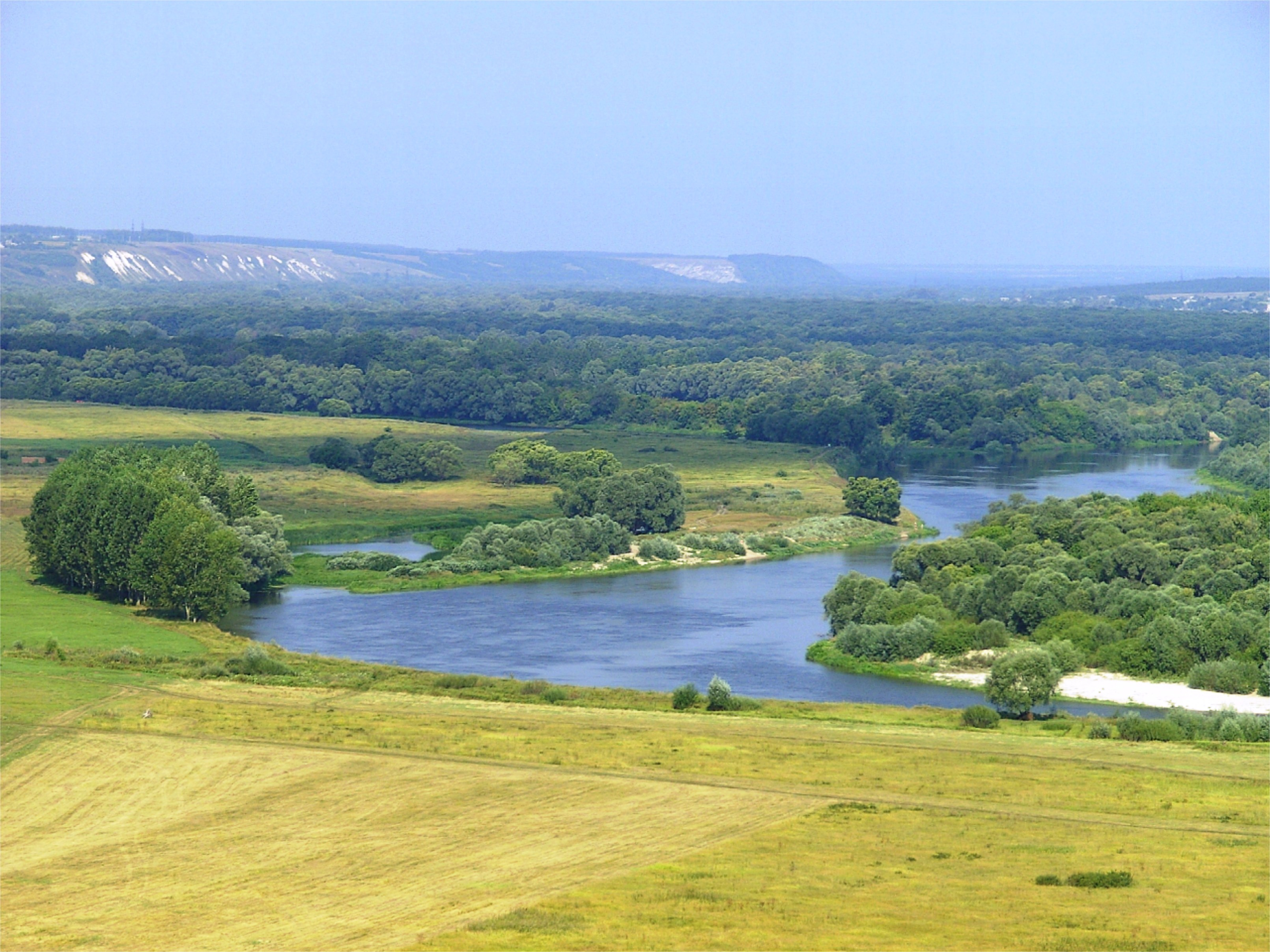
Der Don in der Oblast Woronesch

Naturräumlich bilden sich von Nord nach Süd verschiedene Vegetationszonen, begonnen von der Taiga im Norden, der Mischwaldzone, der Laubwaldzone und im Süden die Waldsteppe. Die Oblast Moskau ist zu etwa 40 Prozent bewaldet. Die Länge der Vegetationsperiode liegt bei 175 Tagen im Norden bis 185 Tagen im Süden. Die Niederschlagsmenge reicht von 420 mm pro Jahr im Südosten bis 600 mm pro Jahr im Norden. Die Bedingungen für die Landwirtschaft sind auf dem gesamten Kreisgebiet günstig. Etwa 19 Prozent der gesamten Ackerfläche Russlands befinden sich auf dem Gebiet Zentralrusslands. Die Böden im Norden sind arme Podsole (Spodosols). Im Süden überwiegen nährstoffreichere graue Waldböden (Alfisols) und Chernozemböden. Das Klima ist gemäßigt kontinental. Die durchschnittliche Temperatur reicht im Januar von −7 bis −14 °C und im Juli von 16 bis 22 °C. Die Sommer sind allgemein warm und feucht.
An Bodenschätzen finden sich auf dem Territorium insgesamt 60 % der russischen Eisenerzvorkommen (Kursker Magnetanomalie), Phosphate (25 % der russischen Vorkommen), Bauxit (15 % der russischen Vorkommen), Braunkohle, Zement-Rohstoffe (25 % der russischen Vorkommen) und Torf.

## Geschichte

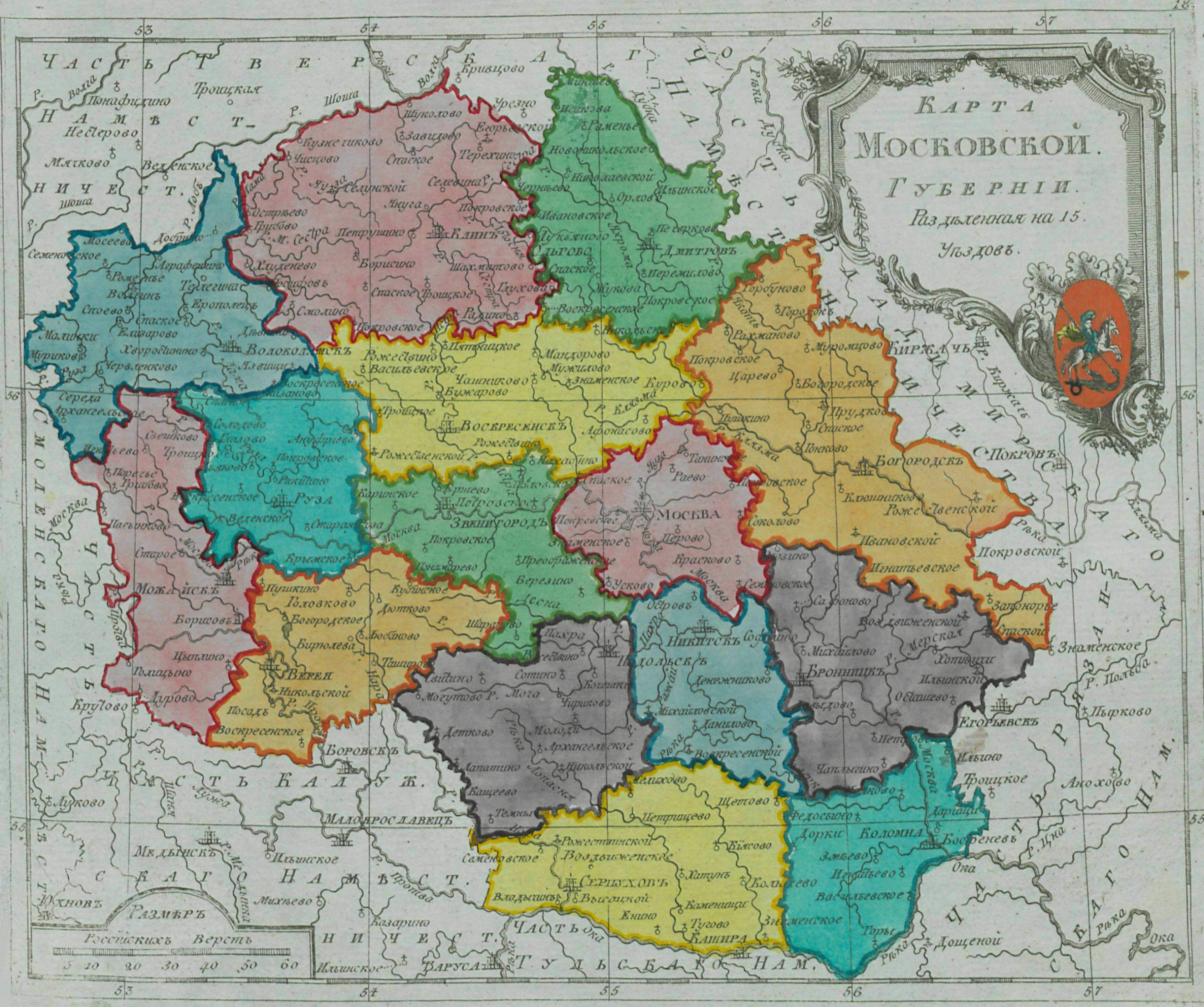
Historische Karte des Gouvernements Moskau von 1792

Historisch bildete Zentralrussland die Keimzelle des Landes, von der sich die weitere territoriale Expansion und die russische Geschichte hauptsächlich entwickelte (vgl. auch Goldener Ring). So bildete bis zur Oktoberrevolution 1917 die Region den zentralen Teil des Landes, da bis dahin das asiatische Russland nicht als integraler Bestandteil des Mutterlandes, sondern als Kolonie galt, während hingegen Belarus, das Baltikum und die Ukraine noch zu Russland gezählt wurden.
Vom 7. bis zum 12. Jahrhundert wurde das Gebiet durch Ostslawen und finno-ugrischen Stämme (z. B. Kriwitschen, Wjatitschen) besiedelt. Seit dem Ende des 10. Jahrhunderts gehörte das Gebiet zur Kiewer Rus. Ab diesem Zeitpunkt, verbunden mit der zunehmenden Zersplitterung der Kiewer Rus infolge des ungünstigen Senioratsprinzips, bildeten sich mehrere Teilfürstentümer auf dem Gebiet Zentralrusslands wie das Fürstentum Wladimir, das Fürstentum Rjasan, das Fürstentum Moskau, das Fürstentum Smolensk und weitere.
Nach der mongolischen Invasion der Rus 1240 kam es ab 1300 zu einer langfristigen Dominanz des Großfürstentums Moskau, dem es gelang, die benachbarten Fürstentümer in seinen Herrschaftsbereich einzugliedern (Vatererbe). Dieser Prozess war bis etwa 1500 abgeschlossen. Fortan wurde das gesamte russische Land inklusive seiner neu angegliederten Gebiete über Zentralrussland hinaus von Moskau aus regiert. Die südlichen Teile des heutigen Föderationskreises (Belgorod, Woronesch) kamen im 16. Jahrhundert in den russischen Machtbereich, nach der Zerstörung der Khanate Kasan, Astrachan und der Nogaier Horde. Allerdings blieben diese Gebiete noch lange von Einfällen der Krimtataren bedroht, so dass hier starke Befestigungsanlagen zum Schutz entstanden.
Die administrative Vorgängereinheit für Zentralrussland bildete das Gouvernement Moskau, das von Peter I. 1708 gegründet wurde, mehrmals territorial verändert wurde und bis 1929 bestand.
Während des Zweiten Weltkriegs fanden von 1941 bis 1943 auf dem Territorium des heutigen Zentralrusslands einige der größten Schlachten wie die Schlacht um Moskau oder die Schlacht bei Kursk statt. Bis heute werden nicht explodierte Minen und Bomben in den Wäldern der Region gefunden.

## Bevölkerung und Städte

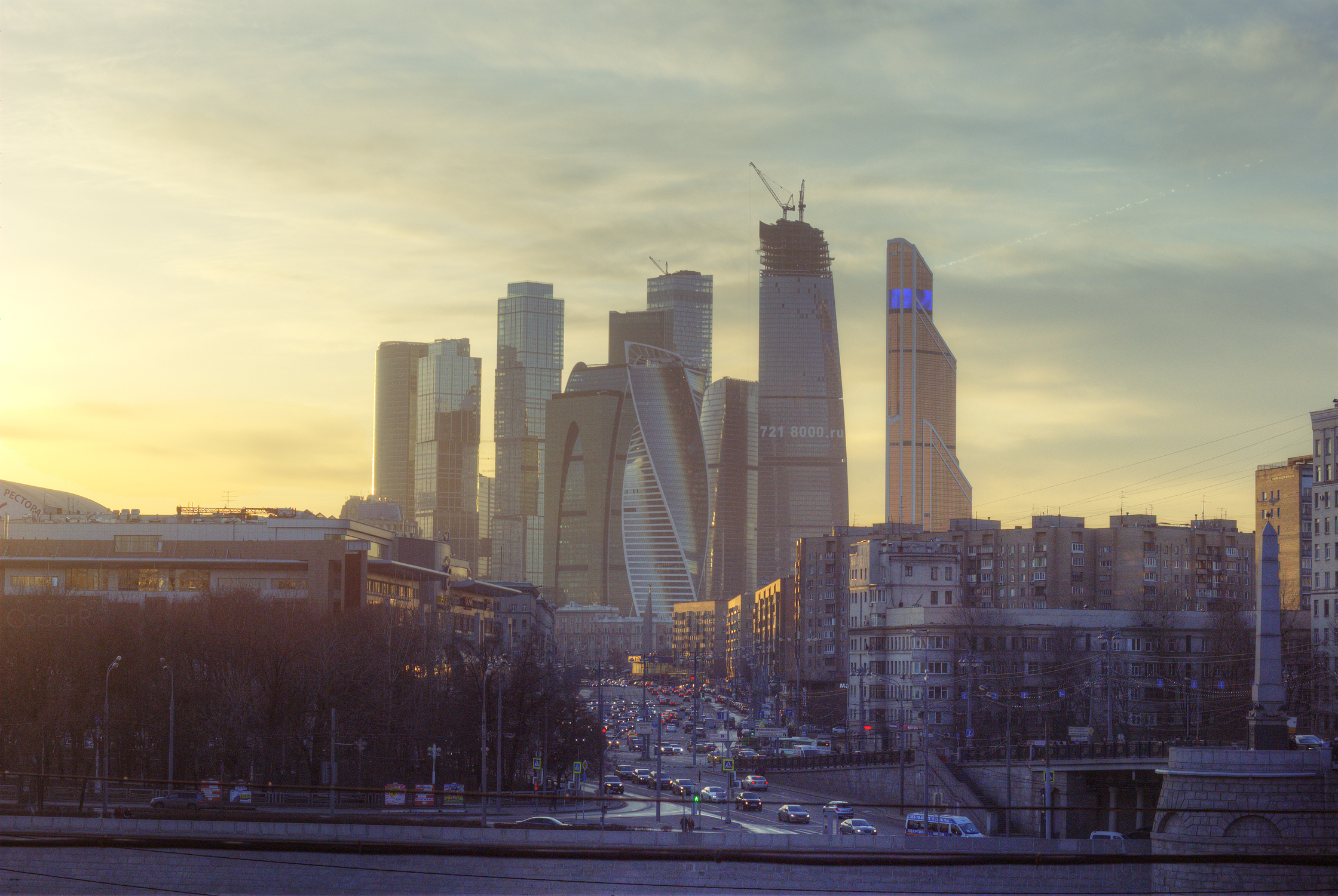
Moskau City im März 2015

Zentralrussland ist mit etwas über 37 Millionen Menschen der bevölkerungsreichste Kreis der Russischen Föderation. Hier leben etwa ein Viertel der Gesamtbevölkerung Russlands. Zugleich ist der Kreis im Vergleich zu den sieben anderen Föderationskreisen am dichtesten besiedelt und etwa siebenmal so dicht besiedelt wie der Landesdurchschnitt. Ethnisch bildet die russische Bevölkerung mit 91,32 % (2002) den dominierenden Anteil. Im Nordosten leben einige uralische Minderheiten wie die Mordwinen und Mari. Zentralrussland ist zugleich der einzige föderale Kreis, in dem es keine gesonderten nationalen (Teil-)Republiken gibt. Der Anteil der ländlichen Bevölkerung beträgt etwa 20 Prozent. Der Föderationskreis ist sehr ungleich besiedelt. Etwa die Hälfte der Gesamtbevölkerung lebt in Moskau und Umgebung. Die größte Bevölkerungskonzentration befindet sich im Osten und Süden von Moskau.
Die zwölf größten Städte innerhalb des Föderationskreises (Stand 2014):
1. Moskau (12.197.596 Einwohner), Zentrum der Region und Hauptstadt des Landes, größte Stadt in Europa
2. Woronesch (1.023.570 Einwohner), größte Stadt der Schwarzerdregion im Süden des Föderationskreises, Zentrum der Flugzeugproduktion
3. Jaroslawl (603.961 Einwohner), wichtiger Industriestandort, alte russischen Stadt an der Wolga, Teil des Goldenen Rings
4. Rjasan (532.772 Einwohner), Industriestadt, ehemaliger Sitz eines Fürstentums mit einem Kreml
5. Lipezk (510.152) Zentrum eines Eisenerzabbaugebietes mit Stahlwerken, Maschinenbau und chemischer Industrie
6. Tula (487.841 Einwohner), Stadt südlich von Moskau, berühmt für seine Produktion von Waffen, Samowaren und Lebkuchen
7. Kursk (431.171 Einwohner), wichtige Industriestadt, Zentrum einer großen Eisenerzlagerstätte, der Kursker Magnetanomalie im Süden des Föderationskreises
8. Twer (413.960 Einwohner), Stadt an der oberen Wolga, ehemaliges Zentrum des Großfürstentums Twer und hartnäckigster Konkurrent Moskaus im Kampf um die Vorherrschaft in der Rus, heute wichtiges Industriezentrum und Verkehrsknotenpunkt
9. Iwanowo (409.285 Einwohner), früher bedeutende Handelsstadt und Zentrum der Textilindustrie nordöstlich von Moskau
10. Brjansk (408.472 Einwohner), wichtiger Industriestandort südwestlich von Moskaus
11. Belgorod (384.425 Einwohner), Wirtschafts- und Verwaltungszentrum der gleichnamigen Oblast an der Grenze zur Ukraine und Sitz eines Erzbistums
12. Wladimir (352.681 Einwohner), ehemalige Hauptstadt des Großfürstentums Wladimir-Susdal, Kultur- und Machtzentrum vor der mongolischen Invasion der Rus, vorübergehend Sitz des Metropoliten der Russisch-Orthodoxen Kirche

## Wirtschaft
Die Wirtschaft Zentralrusslands ist geprägt durch eine starke industrielle und technologische Basis mit einer großen Anzahl an hoch qualifiziertem Personal. Der Kreis rangiert bei der Industrieproduktion hinter dem Föderationskreis Wolga auf Platz zwei. In Zentralrussland befinden sich heute etwa ein Fünftel aller Industriegebiete Russlands. Hier wurden bereits im 19. Jahrhundert die ersten industriellen Gebiete erschlossen, zu denen Moskau und Umgebung, Kostroma, Wladimir, Twer, Jaroslawl und Iwanowo gehören. Die dominierenden Wirtschaftszweige im Sekundären Sektor bilden Maschinenbau, die Leichtindustrie, die chemische Industrie und die Schwerindustrie. Im Bereich des Maschinenbaus stechen die Raketen- und Raumfahrtindustrie, die Luftfahrt-, Radio- und Elektronikindustrie, Bahntechnik, Fertigung von Präzisionswerkzeugmaschinen und Robotik hervor. Die chemische Industrie wird durch die Produktion von Düngemitteln und organischer Synthesechemie (Kunststoffe, synthetische Harze, Polyester etc.) vertreten. In der Nähe Moskaus entsteht das Innovationszentrum Skolkowo nach dem US-Vorbild des Silicon Valley, in dem hochmoderne Technologien entwickelt werden sollen.
Ausbaupläne von Skolkowo
|  |  |  |  |

Weiterhin befinden sich auf dem Gebiet des Föderationskreises national führende Unternehmen für die Herstellung von Leinen, Baumwolle, Wolle und Seide. Auch die Lebensmittelindustrie (Zucker, Butter, Mehl, Getreide, Alkohol, Süßigkeiten, Obst, Tabakindustrie usw.) ist hoch entwickelt.
Obwohl in der Region zahlreiche Großstädte liegen, ist sie ein bedeutender Produzent von Agrarprodukten. In der Zentralen Schwarzerd-Region werden insbesondere Winterkorn, Weizen und Roggen angebaut. Ebenfalls gut aufgestellt sind Viehzucht (Fleisch- und Milchproduktion) und Geflügelzucht, beim Kartoffel- und Gemüseanbau hat der Kreis eine Spitzenposition inne. Für die Energiewirtschaft ist der Kreis insbesondere als Standort der Atomindustrie von Bedeutung. Atomkraftwerke stehen in Smolensk, Twer, Kostroma und Obninsk. Bei Sagorsk gibt es ein großes Wasserkraftwerk.
Insgesamt verzeichnet der Föderationskreis einen hohen Anteil am landesweiten Wirtschaftswachstum, so fließt auch der Großteil der ausländischen Investitionen in diese Region. Der Kreis ist auch führend bei allen wichtigen Indikatoren der sozio-ökonomischen Entwicklung. Die hohe wirtschaftliche Bedeutung macht sich auch an einen sehr hohen Finanzierungsanteil (ca. 45 Prozent) am russischen Föderationshaushalt bemerkbar. Der Kreis hat das höchste Pro-Kopf-Einkommen und die geringste Arbeitslosenquote aller Föderationskreise Russlands.

## Verkehr

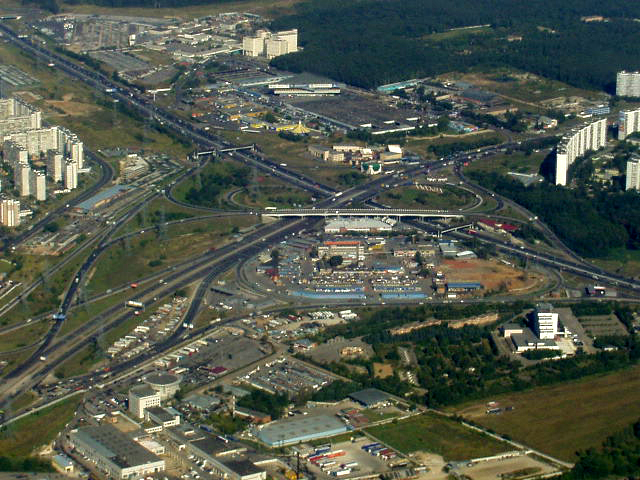
Kreuzung der M2 und des Moskauer Autobahnrings

In dem Gebiet laufen insgesamt zehn Fernverkehrsstraßen sternförmig auf das im Zentrum gelegene Moskau zu:
- M1 Belarus (Moskau – belarussische Grenze)
- M2 Krim (Moskau – Tula – Orjol – Kursk – Belgorod – ukrainische Grenze [Charkiw])
- M3 Ukraine (Moskau – Kaluga – Brjansk – ukrainische Grenze [Kiew])
- M4 Don (Moskau – Woronesch – Rostow am Don – Krasnodar – Noworossijsk)
- M5 Ural (Moskau – Rjasan – Pensa – Samara – Ufa – Tscheljabinsk)
- M7 Wolga (Moskau – Wladimir – Nischni Nowgorod – Kasan – Ufa)
- M8 Weißes Meer (Moskau – Jaroslawl – Wologda – Archangelsk)
- M9 Baltikum (Moskau – Wolokolamsk – lettische Grenze)
- M10 Ostsee (Moskau – Twer – Nowgorod – St. Petersburg)

Die Dichte der Verkehrswege nimmt außerhalb von Moskau kontinuierlich ab. Etwa 50 bis 100 Kilometer um Moskau verläuft eine Ringautobahn (MKAD). Der Kreis wird auch von großen Gas- und Ölpipelines durchkreuzt.
Die Länge der Eisenbahnstrecken beträgt 17.291 km (19,9 Prozent von Russland), das befestigte Straßennetzwerk hat eine Länge von 117.926 km (22,3 Prozent des russischen Straßennetzes).

## Wissenschaft und Bildung
Moskau, zugleich Föderationssubjekt, Sitz des Föderationskreises und Hauptstadt der Russischen Föderation, ist das größte Zentrum für Wissenschaft, Bildung und Technik in Zentralrussland. Die Entwicklung der Wissenschaftssektors in Moskau führte zur Gründung der sogenannten Wissenschaftsstädte Protwino, Puschkino, Tschernogolowka, Dubna und Troitsk.

## Tourismus

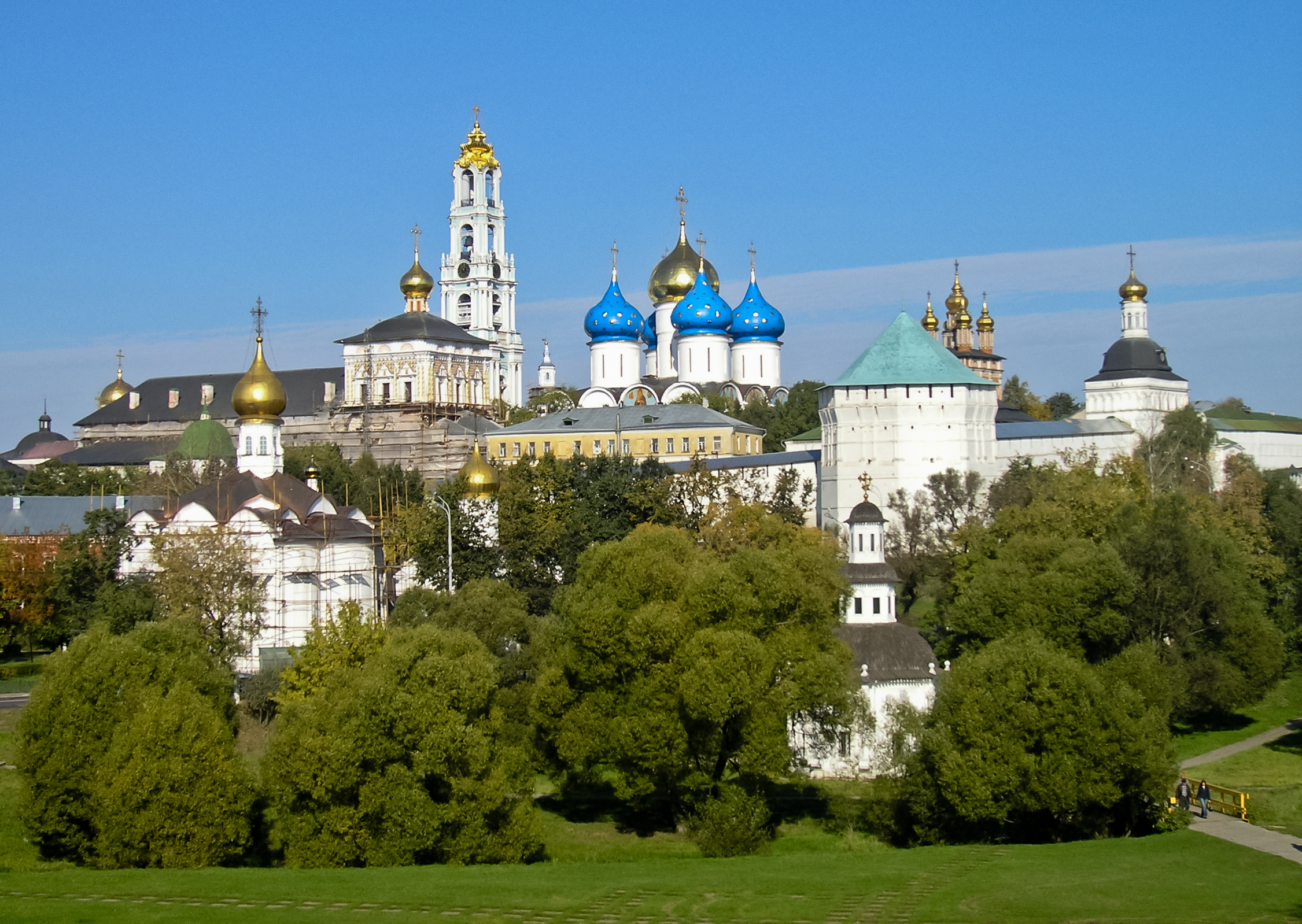
Dreifaltigkeitskloster von Sergijew Possad entlang des Goldenen Rings

Moskau, die größte und bedeutendste Stadt des Landes, bildet meistens den Ausgangspunkt für weitere Reisen in Zentralrussland. Sehenswürdigkeiten hier umfassen den Kreml, die Altstadt um den Roten Platz mit dem Lenin-Mausoleum und den Manegeplatz, die Einkaufsstraße Arbat, das Kaufhaus GUM, das Bolschoi-Theater, die Basilius-Kathedrale, die Christ-Erlöser-Kathedrale und zahlreiche Museen.
Außerhalb von Moskau verläuft die bedeutendste und berühmteste touristische Reiseroute Russlands, der Goldene Ring. Der Ring besteht aus einer Gruppe sehr alter russischer Städte mit sehenswerten Altstädten, Kathedralen und Klöstern.

## Gliederung

Föderationssubjekte des Föderationskreises Zentralrussland

| #      | Flagge | Föderationssubjekt | Verwaltungszentrum | Fläche    | Bevölkerung 2002 | Bevölkerung 2010 | Bevölkerung 2015 |
| ------ | ------ | ------------------ | ------------------ | --------- | ---------------- | ---------------- | ---------------- |
| 1      |        | Oblast Belgorod    | Belgorod           | 27134 km² | 1511620          | 1532526          | 1547936          |
| 2      |        | Oblast Brjansk     | Brjansk            | 34857 km² | 1378941          | 1278217          | 1232940          |
| 3      |        | Oblast Wladimir    | Wladimir           | 29084 km² | 1523990          | 1443693          | 1405613          |
| 4      |        | Oblast Woronesch   | Woronesch          | 52216 km² | 2378803          | 2335380          | 2331147          |
| 5      |        | Oblast Iwanowo     | Iwanowo            | 21437 km² | 1148329          | 1061651          | 1036909          |
| 6      |        | Oblast Kaluga      | Kaluga             | 29777 km² | 1041641          | 1010930          | 1010486          |
| 7      |        | Oblast Kostroma    | Kostroma           | 60211 km² | 736641           | 667562           | 654390           |
| 8      |        | Oblast Kursk       | Kursk              | 29997 km² | 1235091          | 1127081          | 1117378          |
| 9      |        | Oblast Lipezk      | Lipezk             | 24047 km² | 1213499          | 1173513          | 1157865          |
| 10     |        | Moskau             | Moskau             | 2511 km²  | 10382754         | 11503501         | 12197596         |
| 11     |        | Oblast Moskau      | keine              | 44379 km² | 6618538          | 7095120          | 7231068          |
| 12     |        | Oblast Orjol       | Orjol              | 24652 km² | 860262           | 786935           | 765231           |
| 13     |        | Oblast Rjasan      | Rjasan             | 39605 km² | 1227910          | 1154114          | 1135438          |
| 14     |        | Oblast Smolensk    | Smolensk           | 49779 km² | 1049574          | 985537           | 964791           |
| 15     |        | Oblast Tambow      | Tambow             | 34462 km² | 1178443          | 1091994          | 1062421          |
| 16     |        | Oblast Twer        | Twer               | 84201 km² | 1471459          | 1353392          | 1315071          |
| 17     |        | Oblast Tula        | Tula               | 25679 km² | 1675758          | 1553925          | 1513570          |
| 18     |        | Oblast Jaroslawl   | Jaroslawl          | 36177 km² | 1367398          | 1272468          | 1271629          |
| Gesamt | Gesamt | Gesamt             | Gesamt             |           | 38000651         | 38427539         | 38951479         |